# Білиця (Біловський район)
Білиця (рос. Белица) — село в Біловському районі Курської області Російської Федерації.
Населення становить 1051 особу. Входить до складу муніципального утворення Біличанська сільрада.

## Історія
Населений пункт розташований на території українського етнічного та культурного краю Східна Слобожанщина.
Від 2004 року входить до складу муніципального утворення Біличанська сільрада.

## Населення
| 2002 | 2010  |
| ---- | ----- |
| 1219 | ↘1051 |